# Myles Beerman
Myles Beerman (Mġarr, 13 marzo 1999) è un calciatore maltese, difensore dello Sliema Wanderers.

## Caratteristiche tecniche
È un terzino sinistro.

## Carriera

### Club
Inizia a giocare a calcio nelle giovanili del Floriana, che nel 2014 lo cede al Manchester City. Il trasferimento verrà sottoposto a indagini da parte della FIFA, dovute alle irregolarità sui trasferimenti di calciatori minorenni.
Il 1º settembre 2016 si trasferisce in Scozia, firmando un contratto biennale con i Rangers. Esordisce con gli scozzesi il 5 aprile 2017 contro il Kilmarnock. Complice l'assenza per infortunio di Wallace, riesce a ritagliarsi una maglia da titolare nel finale di stagione, rendendosi autore di buone prestazioni. Il 4 gennaio 2018 passa in prestito al Queen of the South, nella seconda divisione scozzese. In estate viene ceduto in prestito al Birkirkara, nel campionato maltese. Il 23 gennaio 2019 passa in prestito al Gżira Utd.
Il 15 agosto 2019 firma un triennale con gli Hibernians, che il 12 settembre 2020 lo cedono in prestito allo Sliema Wanderers. Terminato il prestito rientra agli Hibernians. Il 13 luglio 2021 esordisce nelle competizioni europee in Hibernians-Flora Tallinn (0-3), incontro preliminare valido per l'accesso alla fase a gironi di UEFA Champions League, subentrando nella ripresa al posto di Zachary Grech.
Il 2 agosto 2021 torna allo Sliema Wanderers a titolo definitivo, firmando un accordo valido al 2026.

### Nazionale
Dopo aver disputato vari incontri con le selezioni giovanili, il 9 maggio 2017 viene convocato in nazionale dal CT Pietro Ghedin in vista degli impegni contro Ucraina e Slovenia. Esordisce in nazionale il 6 giugno contro l'Ucraina, subentrando al 92' al posto di Alex Muscat.

## Statistiche

### Presenze e reti nei club
Statistiche aggiornate al 16 agosto 2024.
| Stagione                | Squadra                 | Campionato              | Campionato | Campionato | Coppe nazionali | Coppe nazionali | Coppe nazionali | Coppe continentali | Coppe continentali | Coppe continentali | Altre coppe | Altre coppe | Altre coppe | Totale | Totale |
| Stagione                | Squadra                 | Comp                    | Pres       | Reti       | Comp            | Pres            | Reti            | Comp               | Pres               | Reti               | Comp        | Pres        | Reti        | Pres   | Reti   |
| ----------------------- | ----------------------- | ----------------------- | ---------- | ---------- | --------------- | --------------- | --------------- | ------------------ | ------------------ | ------------------ | ----------- | ----------- | ----------- | ------ | ------ |
| 2016-2017               | Rangers                 | SP                      | 7          | 0          | SC+CdL          | 1+0             | 0               | -                  | -                  | -                  | -           | -           | -           | 8      | 0      |
| 2017-gen. 2018          | Rangers                 | SP                      | 0          | 0          | SC+CdL          | 0               | 0               | UEL                | 0                  | 0                  | -           | -           | -           | 0      | 0      |
| Totale Rangers          | Totale Rangers          | Totale Rangers          | 7          | 0          |                 | 1               | 0               |                    | 0                  | 0                  |             | -           | -           | 8      | 0      |
| gen.-giu. 2018          | Queen of the South      | SC                      | 3          | 0          | SC+CdL          | 1+0             | 0               | -                  | -                  | -                  | SCC         | -           | -           | 4      | 0      |
| 2018-gen. 2019          | Birkirkara              | PL                      | 8          | 0          | CM              | 0               | 0               | -                  | -                  | -                  | -           | -           | -           | 8      | 0      |
| gen.-giu. 2019          | Gżira Utd               | PL                      | 7          | 0          | CM              | 3               | 0               | UEL                | -                  | -                  | -           | -           | -           | 10     | 0      |
| 2019-2020               | Hibernians              | PL                      | 13         | 1          | CM              | 2               | 1               | UEL                | 0                  | 0                  | -           | -           | -           | 15     | 2      |
| 2020-2021               | Sliema Wanderers        | PL                      | 23         | 0          | CM              | 1               | 0               | -                  | -                  | -                  | -           | -           | -           | 24     | 0      |
| ago. 2021               | Hibernians              | PL                      | 0          | 0          | CM              | 0               | 0               | UCL+UECL           | 1+2                | 0                  | -           | -           | -           | 3      | 0      |
| Totale Hibernians       | Totale Hibernians       | Totale Hibernians       | 13         | 1          |                 | 2               | 1               |                    | 3                  | 0                  |             | -           | -           | 18     | 2      |
| ago. 2021-2022          | Sliema Wanderers        | PL                      | 20+3       | 0          | CM              | 1               | 0               | -                  | -                  | -                  | -           | -           | -           | 24     | 0      |
| 2022-2023               | Sliema Wanderers        | 1D                      | 17+9       | 0          | CM              | 1               | 0               | -                  | -                  | -                  | -           | -           | -           | 27     | 0      |
| 2023-2024               | Sliema Wanderers        | PL                      | 26         | 1          | CM              | 4               | 0               | -                  | -                  | -                  | -           | -           | -           | 30     | 1      |
| 2024-2025               | Sliema Wanderers        | PL                      | 1          | 0          | CM              | 0               | 0               | UECL               | 2                  | 0                  | -           | -           | -           | 3      | 0      |
| Totale Sliema Wanderers | Totale Sliema Wanderers | Totale Sliema Wanderers | 99         | 1          |                 | 7               | 0               |                    | 2                  | 0                  |             | -           | -           | 108    | 1      |
| Totale carriera         | Totale carriera         | Totale carriera         | 137        | 2          |                 | 14              | 1               |                    | 5                  | 0                  |             | -           | -           | 156    | 3      |

### Cronologia presenze e reti in nazionale
| Cronologia completa delle presenze e delle reti in nazionale ― Malta | Cronologia completa delle presenze e delle reti in nazionale ― Malta | Cronologia completa delle presenze e delle reti in nazionale ― Malta | Cronologia completa delle presenze e delle reti in nazionale ― Malta | Cronologia completa delle presenze e delle reti in nazionale ― Malta | Cronologia completa delle presenze e delle reti in nazionale ― Malta | Cronologia completa delle presenze e delle reti in nazionale ― Malta | Cronologia completa delle presenze e delle reti in nazionale ― Malta |
| Data                                                                 | Città                                                                | In casa                                                              | Risultato                                                            | Ospiti                                                               | Competizione                                                         | Reti                                                                 | Note                                                                 |
| -------------------------------------------------------------------- | -------------------------------------------------------------------- | -------------------------------------------------------------------- | -------------------------------------------------------------------- | -------------------------------------------------------------------- | -------------------------------------------------------------------- | -------------------------------------------------------------------- | -------------------------------------------------------------------- |
| 6-6-2017                                                             | Graz                                                                 | Malta                                                                | 1 – 0                                                                | Ucraina                                                              | Amichevole                                                           | -                                                                    | 90+2’                                                                |
| 22-3-2018                                                            | Ta' Qali                                                             | Malta                                                                | 0 – 1                                                                | Lussemburgo                                                          | Amichevole                                                           | -                                                                    | 85’                                                                  |
| 26-3-2018                                                            | Antalya                                                              | Finlandia                                                            | 5 – 0                                                                | Malta                                                                | Amichevole                                                           | -                                                                    | 46’                                                                  |
| 29-5-2018                                                            | Wattens                                                              | Armenia                                                              | 1 – 1                                                                | Malta                                                                | Amichevole                                                           | -                                                                    | 65’                                                                  |
| 1-6-2018                                                             | Schwaz                                                               | Malta                                                                | 0 – 1                                                                | Georgia                                                              | Amichevole                                                           | -                                                                    | 58’                                                                  |
| 7-10-2020                                                            | Ta' Qali                                                             | Malta                                                                | 2 – 0                                                                | Gibilterra                                                           | Amichevole                                                           | -                                                                    | 60’                                                                  |
| 26-3-2024                                                            | Ta' Qali                                                             | Malta                                                                | 0 – 0                                                                | Bielorussia                                                          | Amichevole                                                           | -                                                                    | 84’                                                                  |
| 14-11-2024                                                           | Ta' Qali                                                             | Malta                                                                | 2 – 0                                                                | Liechtenstein                                                        | Amichevole                                                           | -                                                                    |                                                                      |
| 19-11-2024                                                           | Ta' Qali                                                             | Malta                                                                | 0 – 0                                                                | Andorra                                                              | UEFA Nations League 2024-2025 - 1º turno                             | -                                                                    | 34’ 75’                                                              |
| 21-3-2025                                                            | Ta' Qali                                                             | Malta                                                                | 0 – 1                                                                | Finlandia                                                            | Qual. Mondiali 2026                                                  | -                                                                    | 89’                                                                  |
| 10-6-2025                                                            | Groninga                                                             | Paesi Bassi                                                          | 8 – 0                                                                | Malta                                                                | Qual. Mondiali 2026                                                  | -                                                                    | 81’                                                                  |
| Totale                                                               |                                                                      | Presenze                                                             | 11                                                                   |                                                                      | Reti                                                                 | 0                                                                    |                                                                      |

## Palmarès

### Club

#### Competizioni nazionali
- First Division (Malta): 1

Sliema Wanderers: 2022-2023
- Coppa di Malta: 1

Sliema Wanderers: 2023-2024